# Matthew Hudson-Smith
Matthew Hudson-Smith (* 26. Oktober 1994 in Wolverhampton) ist ein britischer Leichtathlet, der sich auf den 400-Meter-Lauf spezialisiert hat. Er wurde 2018 und 2022 Europameister über diese Distanz und sicherte sich 2022 auch die Bronzemedaille bei den Weltmeisterschaften. Seit 2023 ist er zudem Inhaber des Europarekordes über 400 Meter, den er mehrfach verbesserte. 2024 gewann er bei den Olympischen Spielen in Paris über die gleiche Distanz die Silbermedaille.

## Sportliche Laufbahn
Zu Beginn seiner Laufbahn konzentrierte sich Hudson-Smith zunächst auf den 200-Meter-Lauf, obwohl ihm sein Trainer Tony Hadley bereits früh ein größeres Talent im 400-Meter-Lauf attestierte. Erste Erfahrungen bei internationalen Meisterschaften sammelte er im Jahr 2013, als er bei den Junioreneuropameisterschaften in Rieti in 20,94 s die Bronzemedaille gewann und sich auch mit der britischen 4-mal-400-Meter-Staffel in 3:05,14 min die Bronzemedaille sicherte. Der Durchbruch auf der 400-Meter-Distanz gelang ihm im Juli 2014, als er im Rahmen des Diamond-League-Meetings in Glasgow mit einer Zeit von 44,97 s erstmals die 45-Sekunden-Marke unterbot. Drei Wochen später führte er an selber Stelle die englische 4-mal-400-Meter-Staffel als Schlussläufer zum Sieg bei den Commonwealth Games gemeinsam mit Conrad Williams, Michael Bingham und Daniel Awde. Kurz darauf siegte er mit der britischen Staffel in 2:58,79 min gemeinsam mit Conrad Williams, Michael Bingham und Martyn Rooney auch bei den Europameisterschaften in Zürich. Außerdem gewann er dort in neuer persönlicher Bestleistung von 44,75 s die Silbermedaille über 400 Meter hinter seinem Landsmann Rooney. Im Jahr darauf wurde er bei den Bislett Games in Oslo in 45,09 s Zweiter und 2016 gewann er bei den Europameisterschaften in Amsterdam mit 3:01,44 min gemeinsam mit Rabah Yousif, Delano Williams und Jack Green die Bronzemedaille mit der Staffel hinter den Teams aus Belgien und Polen. Anschließend nahm er an den Olympischen Sommerspielen in Rio de Janeiro teil und belegte dort in 44,61 s im Finale den achten Platz und wurde im Staffelbewerb im Vorlauf aus.
Bei den IAAF World Relays 2017 in Nassau belegte er in 3:05,63 min den sechsten Platz in der 4-mal-400-Meter-Staffel und im Juni wurde er in 45,16 s Zweiter bei den Bislett Games. Im August schied er bei den Weltmeisterschaften in London mit 44,74 s im Halbfinale aus und gewann mit der Staffel mit 2:59,00 min im Finale gemeinsam mit Dwayne Cowan, Rabah Yousif und Martyn Rooney die Bronzemedaille hinter den Teams aus Trinidad und Tobago und den Vereinigten Staaten. Im Jahr darauf wurde er bei den Commonwealth Games im australischen Gold Coast in der ersten Runde disqualifiziert und kam mit der Staffel in der Vorrunde nicht ins Ziel. Im Juli wurde er beim Meeting International Mohammed VI d’Athlétisme de Rabat in 44,79 s Dritter und siegte anschließend in 44,78 s bei den Europameisterschaften in Berlin. Zudem gewann er dort in 3:00,36 min gemeinsam mit Rabah Yousif, Dwayne Cowan und Martyn Rooney die Silbermedaille hinter dem belgischen Team. Bei Weltklasse Zürich wurde er in 44,95 s Dritter und anschließend gelangte er beim Continentalcup in Ostrava mit 45,72 s auf Rang vier und wurde mit der Europastaffel disqualifiziert. 2019 wurde er beim British Grand Prix in 45,55 s Dritter und kam im Oktober bei den Weltmeisterschaften in Doha im Vorlauf nicht ins Ziel. 2021 wurde er bei der Golden Gala Pietro Mennea in Rom in 45,93 s Dritter und im Jahr darauf siegte er in 45,32 s beim British Grand Prix in Birmingham. Anschließend wurde er beim Prefontaine Classic in 44,35 s Dritter und stellte damit einen neuen britischen Landesrekord auf. Im Juli erreichte er bei den Weltmeisterschaften in Eugene das Finale und gewann dort in 44,66 s die Bronzemedaille hinter dem US-Amerikaner Michael Norman und Kirani James aus Grenada. Daraufhin gewann er bei den Commonwealth Games in Birmingham in 44,81 s die Silbermedaille hinter dem Sambier Muzala Samukonga. Anschließend siegte er bei den Europameisterschaften in München überlegen in 44,53 s und siegte in 2:59,35 min auch im Staffelbewerb gemeinsam mit Charles Dobson, Lewis Davey und Alex Haydock-Wilson.
2023 wurde er bei der Bauhaus-Galan in 45,57 s Dritter. Im August stellte er bei den Weltmeisterschaften im Halbfinale mit 44,26 s einen neuen Europarekord auf und löste damit den Deutschen Thomas Schönlebe als Rekordhalter ab. Im Finale gewann er dann in 44,31 s die Silbermedaille hinter dem Jamaikaner Antonio Watson. Im Jahr darauf sicherte er bei den World Athletics Relays auf den Bahamas einen Startplatz für die Olympischen Spiele. Ende Mai siegte er in 44,07 s bei den Bislett Games und im Juli verbesserte er seinen Europarekord beim Diamond-League-Meeting in London auf 43,74 s. Anschließend gewann er bei den Olympischen Sommerspielen in Paris mit neuem Europarekord von 43,44 s im Finale die Silbermedaille hinter dem US-Amerikaner Quincy Hall. Zudem gewann er im Staffelbewerb ebenfalls mit Europarekord von 2:55,83 min gemeinsam mit Alex Haydock-Wilson, Lewis Davey und Charlie Dobson die Bronzemedaille hinter den Teams aus den Vereinigten Staaten und Botswana.
In den Jahren von 2016 bis 2019 sowie 2022 wurde Hudson-Smith britischer Meister im 400-Meter-Lauf sowie 2024 über 200 Meter. Er studierte Sportwissenschaften an der University of Worcester.

## Persönliche Bestleistungen
- 200 Meter: 20,23 s (−0,4 m/s), 30. Juni 2024 in Manchester
  - 200 Meter (Halle): 21,33 s, 24. Februar 2013 in Birmingham
- 300 Meter: 32,74 s, 7. Juni 2015 in Birmingham
  - 300 Meter (Halle): 32,80 s, 14. Januar 2022 in Birmingham
- 400 Meter: 43,44 s, 7. August 2024 in Paris (Europarekord)
  - 400 Meter (Halle): 48,76 s, 3. Februar 2013 in Birmingham